# Witstaartmangrovezanger
De witstaartmangrovezanger (Gerygone fusca) is een zangvogel uit de familie Acanthizidae (Australische zangers).

## Verspreiding en leefgebied
Deze soort is endemisch in Australië en telt drie ondersoorten:
- G. f. fusca: zuidwestelijk Australië.
- G. f. exsul: oostelijk Australië.
- G. f. mungi: van westelijk-centraal tot oostelijk-centraal Australië.

## Status
De grootte van de populatie is niet gekwantificeerd maar de soort wordt omschreven als doorgaans schaars maar in het zuidwesten plaatselijk vrij algemeen. Op de Rode lijst van de IUCN heeft deze soort de status niet bedreigd.